# Franck Engonga
Engonga Obame (n. el 26 de julio de 1993 en Libreville, Gabón) es un futbolista gabonés, que juega como mediocampista. Actualmente se encuentra en el Olympique Khouribga de Liga de Fútbol de Marruecos.

## Trayectoria
Pasó de las inferiores de USM Libreville a la primera división en julio de 2011, luego de una temporada con el primer equipo fue enviado a Argentina, para que se pruebe en la Reserva de Boca Juniors, en donde se desempeñó hasta 2013.

## Selección nacional
Obame ha sido internacional con la Selección de fútbol de Gabón en los Juegos Olímpicos de Londres 2012, en donde disputó los tres partidos de la fase inicial como titular: ante Suiza, ante México y frente a Corea del Sur. 

## Clubes
| Club           | País      | Año            |
| -------------- | --------- | -------------- |
| USM Libreville | Gabón     | 2011-2012      |
| Boca Juniors   | Argentina | 2012- 2013     |
| OCK            | Marruecos | 2013- Presente |